# فيونا كروفورد
فيونا كروفورد (بالإنجليزية: Fiona Crawford)‏ هي لاعبة كرة لينة أسترالية، ولدت في 21 فبراير 1977 في سيدني في أستراليا.

## وصلات خارجية
- فيونا كروفورد على موقع أوليمبيديا (الإنجليزية)
- فيونا كروفورد على موقع اللجنة الأولمبية الأسترالية (الإنجليزية)